# Miroslav Barus
Miroslav Barus (* 12. října 1970, Vsetín) je bývalý český profesionální hokejista.V současnosti působí jako trenér v projektu ZHM (základna hokejových mistrů)

## Ocenění a úspěchy
- 1995 Postup s klubem HC Železárny Třinec do ČHL

## Statistiky

### Klubové statistiky
| Sezona     | Klub                       | Soutěž     | Základní část | Základní část | Základní část | Základní část | Základní část | Play off | Play off | Play off | Play off | Play off |
| Sezona     | Klub                       | Soutěž     | Z             | G             | A             | B             | TM            | Z        | G        | A        | B        | TM       |
| ---------- | -------------------------- | ---------- | ------------- | ------------- | ------------- | ------------- | ------------- | -------- | -------- | -------- | -------- | -------- |
| 1988–89    | TJ Zetor Brno              | TCH-2      | 1             | 0             | 0             | 0             | 0             | —        | —        | —        | —        | —        |
| 1991–92    | HC Zetor Brno              | TCH        | 1             | 0             | 0             | 0             | 0             | —        | —        | —        | —        | —        |
| 1992–93    | HC Zbrojovka Vsetín        | TCH-2      | 44            | 24            | 16            | 40            | —             | —        | —        | —        | —        | —        |
| 1993–94    | HC Zbrojovka Vsetín        | CZE-2      | 43            | 13            | 12            | 25            | —             | 6        | 2        | 2        | 4        | —        |
| 1994–95    | HC Dadák Vsetín            | ELH        | 31            | 3             | 3             | 6             | —             | —        | —        | —        | —        | —        |
| 1995–96    | HC Petra Vsetín            | ELH        | 38            | 8             | 13            | 21            | 16            | 12       | 2        | 4        | 6        | —        |
| 1996–97    | HC České Budějovice        | ELH        | 49            | 12            | 10            | 22            | 18            | 5        | 2        | 0        | 2        | —        |
| 1997–98    | HC České Budějovice        | ELH        | 47            | 14            | 16            | 30            | 45            | —        | —        | —        | —        | —        |
| 1998–99    | HC České Budějovice        | ELH        | 46            | 13            | 13            | 26            | 18            | 3        | 0        | 1        | 1        | —        |
| 1999–00    | HC Becherovka Karlovy Vary | ELH        | 51            | 16            | 19            | 35            | 18            | —        | —        | —        | —        | —        |
| 2000–01    | HC Becherovka Karlovy Vary | ELH        | 11            | 0             | 2             | 2             | 2             | —        | —        | —        | —        | —        |
|            | HC Continental Zlín        | ELH        | 31            | 4             | 3             | 7             | 8             | 2        | 0        | 0        | 0        | 0        |
|            | HC Rosice                  | CZE-2      | 3             | 0             | 0             | 0             | 2             | —        | —        | —        | —        | —        |
| 2001–02    | HC JME Znojemští Orli      | ELH        | 30            | 3             | 4             | 7             | 18            | 7        | 2        | 1        | 3        | 4        |
|            | HC Rosice                  | CZE-2      | 12            | 2             | 4             | 6             | 47            | —        | —        | —        | —        | —        |
| 2002–03    | HC JME Znojemští Orli      | ELH        | 50            | 7             | 13            | 20            | 20            | 6        | 1        | 0        | 1        | 2        |
| 2003–04    | HC JME Znojemští Orli      | ELH        | 51            | 8             | 14            | 22            | 16            | 7        | 2        | 0        | 2        | 2        |
| 2004–05    | HC JME Znojemští Orli      | ELH        | 36            | 2             | 1             | 3             | 8             | —        | —        | —        | —        | —        |
|            | HC Slovan Ústečtí Lvi      | CZE-2      | 10            | 2             | 5             | 7             | 4             | 9        | 1        | 3        | 4        | —        |
| 2005–06    | HC Kometa Brno             | CZE-2      | 41            | 17            | 26            | 43            | 48            | 5        | 1        | 0        | 1        | —        |
| 2006–07    | Vsetínská hokejová         | ELH        | 1             | 0             | 0             | 0             | 0             | —        | —        | —        | —        | —        |
|            | HC Kometa Brno             | CZE-2      | 47            | 14            | 27            | 41            | 51            | 4        | 0        | 1        | 1        | —        |
| 2007–08    | HC Kometa Brno             | CZE-2      | 44            | 16            | 19            | 35            | 40            | 13       | 2        | 4        | 6        | —        |
| 2008–09    | HC Kometa Brno             | CZE-2      | 28            | 4             | 10            | 14            | 16            | 17       | 0        | 3        | 3        | —        |
|            | SK Horácká Slavia Třebíč   | CZE-2      | 12            | 5             | 8             | 13            | 0             | —        | —        | —        | —        | —        |
| 2009–10    | Orli Znojmo                | CZE-2      | 37            | 8             | 15            | 23            | 38            | 8        | 1        | 5        | 6        | 4        |
| 2010–11    | VSK Technika Brno          | CZE-3      | 15            | 2             | 13            | 15            | 26            | —        | —        | —        | —        | —        |
| 2011–12    | HC Lvi Břeclav             | CZE-3      | 36            | 12            | 25            | 37            | 18            | 4        | 3        | 1        | 4        | 2        |
| TCH celkem | TCH celkem                 | TCH celkem | 1             | 0             | 0             | 0             | 0             | —        | —        | —        | —        | —        |
| ELH celkem | ELH celkem                 | ELH celkem | 472           | 90            | 111           | 201           | 170           | 42       | 9        | 6        | 15       | 8        |